# حصار ميتسوجي
كان حصار ميتسوجي عام 1576 جزءًا من حرب إيشياما هونغان جي التي استمرت لمدة 11 عامًا، وكانت إيكو-إيكي -وهي مجموعة من الرهبان والفلاحين المحاربين- تسيطر على القلعة ووقفوا كأحد العقبات الرئيسة في وجه حصول أودا نوبوناغا على السلطة.
وفي مايو عام 1576 شارك نوبوناغا شخصيُا في هجوم على القلعة حيث قاد عددًا من الأشيغارو (جنود المشاة) في دفع حامية الإيكي للتراجع إلى بواباتهم الداخلية، وأنتهى الحصار بانتصار حامية الإيكي وإصابة نوبوناغا بعيار ناري في ساقه، وفقدانه أحد قواده وهو هارادا نوماسا.